# Can Vilaformiu
Can Vilaformiu és una obra del municipi de Cercs (Berguedà) inclosa en l'Inventari del Patrimoni Arquitectònic de Catalunya.

## Descripció
Es tracta d'una masia d'estructura clàssica, de planta quadrada, coberta a dues aigües amb el carener perpendicular a la façana de migdia on es concentren les obertures, petites finestres de perfil quadrangular amb llindes de fusta. Està estructurada en planta baixa i dos pisos superiors. Els murs són fets amb pedres irregulars, sense treballar unides amb morter. La porta d'accés principal és allindanada amb una biga de fusta. A migdia i a tramuntana de la masia hi trobem algunes dependències annexes com ara pallisses i corts.

## Història
La masia és documentada des de la baixa edat mitjana. Situada prop del castell de Blancafort, fou residència d'una família, els Vilaformiu, que al s. XVI i XVII controlaren àmplies zones de pastures d'aquest indret i s'implicaren en els conflictes locals de la vila de Berga, posant-se al capdavant d'un bàndol local enemistat amb els Sorribes.